# Kakascímer
A kakascímer (Rhinanthus) az ajakosvirágúak (Lamiales) rendjében a vajvirágfélék (Orobanchaceae) családjának egyik nemzetsége.

## Származása, elterjedése
Magyarországon hét faja él; hazánk minden tájegységén előfordul. A Kárpát-medencében legelterjedtebb faja a csörgő kakascímer (Rhinanthus minor).

## Megjelenése, felépítése
Általában ágas szárú, sárga virágú gyom. Virágának kelyhe hasas, lapított, kerek, a szája négyfogú: Sziromlevelei kétajakúak — a felső ajak sisakos, az alsó háromkaréjú. Németül csörgőfazéknak hívják, mivel beérett, száraz, kétrekeszű, lapos toktermésében csörögnek a magok.

## Életmódja, termőhelye
Egyéves, félélősködő, fakultatív gyökérparazita. Jó takarmánynövény, de rinantintartalma a lovak központi idegrendszerét károsíthatja. Szárítva mérgező hatását elveszti. A nedves, középnedves réteken nő; gyakorlatilag bármilyen talajon megél. Terjedése a magok érlelését megakadályozó korai kaszálással szorítható vissza.